# Vértesboglár
Vértesboglár é um município da Hungria, situado no condado de Fejér. Tem 23,21 km² de área e sua população em 2015 foi estimada em 865 habitantes.